# 蘇聯的強制居留
蘇聯的強制安置，是蘇聯當局對被認為政治上有問題人口的一種行政手段，最臭名昭著的是古拉格勞教所的刑罰制度。整個人口類別的重新定居是蘇聯實行的另一種政治鎮壓手段。與此同時，強制居留也是赤化新蘇佔區和開拓人口稀少地區的一種手法。流亡者多被派往蘇聯偏遠地區：西伯利亞，哈薩克斯坦，中亞和俄羅斯遠東地區。
設立這些定居點和蘇聯的人口轉移是同時進行，與古拉格集中營相比，強制居留點比較多是正常民居，人們住在家裡，有更多的行動自由;但是，這只允許在指定區域內。所有定居者都受到NKVD的監視，每個月一次，要到當地執法部門報到，他們也被警告若擅自離開會被判勞刑。他們也持有一種特殊身分證，無法在大城市定居，特殊定居者作為二等公民，被禁止從事某些行業也被禁止入讀名校。
這些被強制定居的人多數是蘇聯蘇德戰爭時被蘇共指責成為納粹內應的少數民族(如車臣人、印古什人和克里米亞韃靼人)，也包括戰後東歐共產國家中有可能反蘇反共的人士和前勞改犯(最多是波蘭人)。